# (2353) Alva
(2353) Alva (1975 UD) – planetoida z pasa głównego asteroid okrążająca Słońce w ciągu 4,7 lat w średniej odległości 2,81 au. Odkryta 27 października 1975 roku.